# Desmatosuchus
Desmatosuchus ("cocodril enllaç") és un gènere d'arcosaure que pertany a l'ordre dels etosaures. Era un dels etosaures més grans, arribava a mesurar 5 metres de longitud i uns 1,5 metres d'alçada. Va viure al Triàsic superior en el que actualment és Texas, Estats Units.